# 37A villamos (Budapest)
A budapesti 37A jelzésű villamos a Blaha Lujza tér (Népszínház utca) és a Sörgyár között közlekedik. A viszonylatot a Budapesti Közlekedési Zrt. üzemelteti. A 37A egy betétjárat, a teljes vonalon 37-es jelzéssel járnak a villamosok az Új köztemetőig.

## Története
1944. augusztus 16-án a BSZKRT a 37-es viszonylat Orczy tér – Kőbányai út – Sibrik Miklós út szakaszán betétjáratot indított 37A jelzéssel, azonban ez egy héten belül megszűnt – 28-ától már a Közvágóhídtól induló új 53-as villamos közlekedett itt. 1957. február 18-án a 37-es útvonalának Akna utcáig meghosszabbításakor a Fővárosi Villamosvasút indította újra az Orczy tér – Jászberényi út szakaszon. 1958. június 16-án a kőbányai viszonylatok átszervezésekor a betétjárat megszűnt. 1961. szeptember 17-étől a 37-es munkaszüneti napokon, 1964. január 13-ától pedig a munkanapi csúcsidőkben és szombaton 12–17 óra között az Új köztemetőig meghosszabbítva közlekedett; egyéb időszakokban a József körút – Salgótarjáni utca – Akna utca útvonalon újraindított 37A pótolta. 1968-ban a villamosközlekedés irányítása a Budapesti Közlekedési Vállalathoz (BKV) került. 1977. augusztus 31-én ismét megszűnt, legközelebb 1992. január 20-án indult újra, létrejöttekor az esti és a hétvégi időszakban helyettesítette a 37-est. 2005. szeptember 1. óta a Sörgyárig rövidítve közlekedik a betétjárat. 2012. augusztus 1-jén megszűnt a MÁV X. kapu megállóhely, mivel a Józsefvárosi pályaudvar bezárása után jelentősen csökkent az utasforgalma. A Fiumei úti sírkert oldalsó kapujának megnyitása miatt 2013. június 16-án Salgótarjáni utca, temető néven újra üzembe helyezték; a felesleges megállások elkerülése érdekében ettől a naptól leszállásjelzővel ellátott TW6000-es szerelvények közlekednek.

## Járművek
A vonalon jelenleg hétköznapokon TW 6000 és hétvégenként ČKD–BKV Tatra T5C5K típusú villamosok közlekednek. A villamosokat a Baross kocsiszínben és Száva kocsiszínben tárolják.
A vonalon indulásától kezdve Tatra T5C5 típusú villamosok közlekedtek. Az 1-es villamos felújítási munkálatai miatt 1997. július 22. és október 1. között átmenetileg a Zugló kocsiszínba átcsoportosított szerelvényekkel történt a kiadás, a Thököly úton keresztül. 2000. december 15-én az 1-es villamos meghosszabbítása miatt a Tatra szerelvényeket a Hungária kocsiszín Ganz CSMG villamosai váltották, 2005. szeptember 3-ától ismét Ferencváros adta a villamosokat, 2008. július 1-jétől a Baross kocsiszínnel közösen. 2008. december 20-án visszakerültek a vonalra a Tatra villamosok, melyeket 2013. június 16-án a Száva kocsiszín TW 6000-es típusa váltott. A 3-as villamos 2013 októberében kezdődő felújítása miatt a Száva kocsiszínből a TW6000 típusú villamosokat nem – vagy csak nagy kerülő árán – tudták kiadni,[forrás?] ezért 2014-ben átmenetileg ismét Tatra T5C5 típusú járművek közlekedtek. 2015. augusztus 1-jétől a villamosokat ismét Ferencváros, majd 2019 januárjától a Száva kocsiszín adta.

## Útvonala
| Sörgyár felé |
| Blaha Lujza tér M (Népszínház utca) vá. – Népszínház utca – Teleki László tér – Népszínház utca – Fiumei út – Salgótarjáni utca – Pongrácz úti felüljáró – Őrházi ívek – Kolozsvári utca – Élessarok – Dreher Antal út – Sörgyár vá. |
| Blaha Lujza tér (Népszínház utca) felé |
| Sörgyár vá. – Dreher Antal út – Élessarok – Kolozsvári utca – Őrházi ívek – Pongrácz úti felüljáró – Salgótarjáni utca – Fiumei út – Népszínház utca – Teleki László tér – Népszínház utca – Blaha Lujza tér M (Népszínház utca) vá. |

## Megállóhelyei
Az átszállási kapcsolatok között az azonos útvonalon közlekedő 37-es villamos nincs feltüntetve.
| 0  | Blaha Lujza tér M (Népszínház utca) végállomás | 20 | 4, 6, 28, 28A, 62 74 5, 7, 7E, 8E, 99, 107, 108E, 110, 112, 133E, 217E | Metróállomás, Nemzeti Fogyasztóvédelmi Hatóság, Óbudai Egyetem-BGK, Corvin Áruház, New York-palota, Uránia Nemzeti Filmszínház, Szent Rókus Kórház, EMKE szálloda, Nemzeti szálloda |
| 1  | II. János Pál pápa tér M                       | 18 | 28, 28A, 62 99, 217E                                                   | Metróállomás, Erkel Színház |
| 3  | Teleki László tér                              | 16 | 28, 28A, 62 99                                                         | Teleki piac, Lakatos Menyhért Általános Iskola és Gimnázium |
| 5  | Magdolna utca                                  | 14 | 23, 24, 28, 28A, 62                                                    | Fiumei úti sírkert |
| 6  | Salgótarjáni utca, temető                      | 11 |                                                                        | |
| 7  | Asztalos Sándor út                             | 10 |                                                                        | |
| 9  | Hidegkuti Nándor Stadion                       | 8  | 1, 1A                                                                  | Hidegkuti Nándor Stadion, BKV Előre Sporttelep |
| 11 | Kőbányai garázs                                | 7  |                                                                        | Kőbányai garázs, Fővárosi Gázművek |
| 12 | Pongrácz úti lakótelep                         | 5  | 95, 195 73                                                             | BMSZC Pataky István Híradásipari és Informatikai Technikum, Budapesti Vásárközpont                                                                                                  |
| 14 | Őrház                                          | 4  |                                                                        | |
| 15 | Halom utca                                     | 4  |                                                                        | |
| 17 | Kőbánya felső vasútállomás                     | 3  | 10 S60 G60 Z60 S80                                                     | Kőbánya felső vasútállomás |
| 18 | Élessarok                                      | 2  | 3, 28, 28A, 62, 62A 85, 161, 161A, 162, 168E, 262                      | |
| 20 | Sörgyár végállomás                             | 0  | 28, 28A 161, 161A, 162, 168E, 262                                      | Dreher Sörgyárak Zrt. |

## Képgaléria

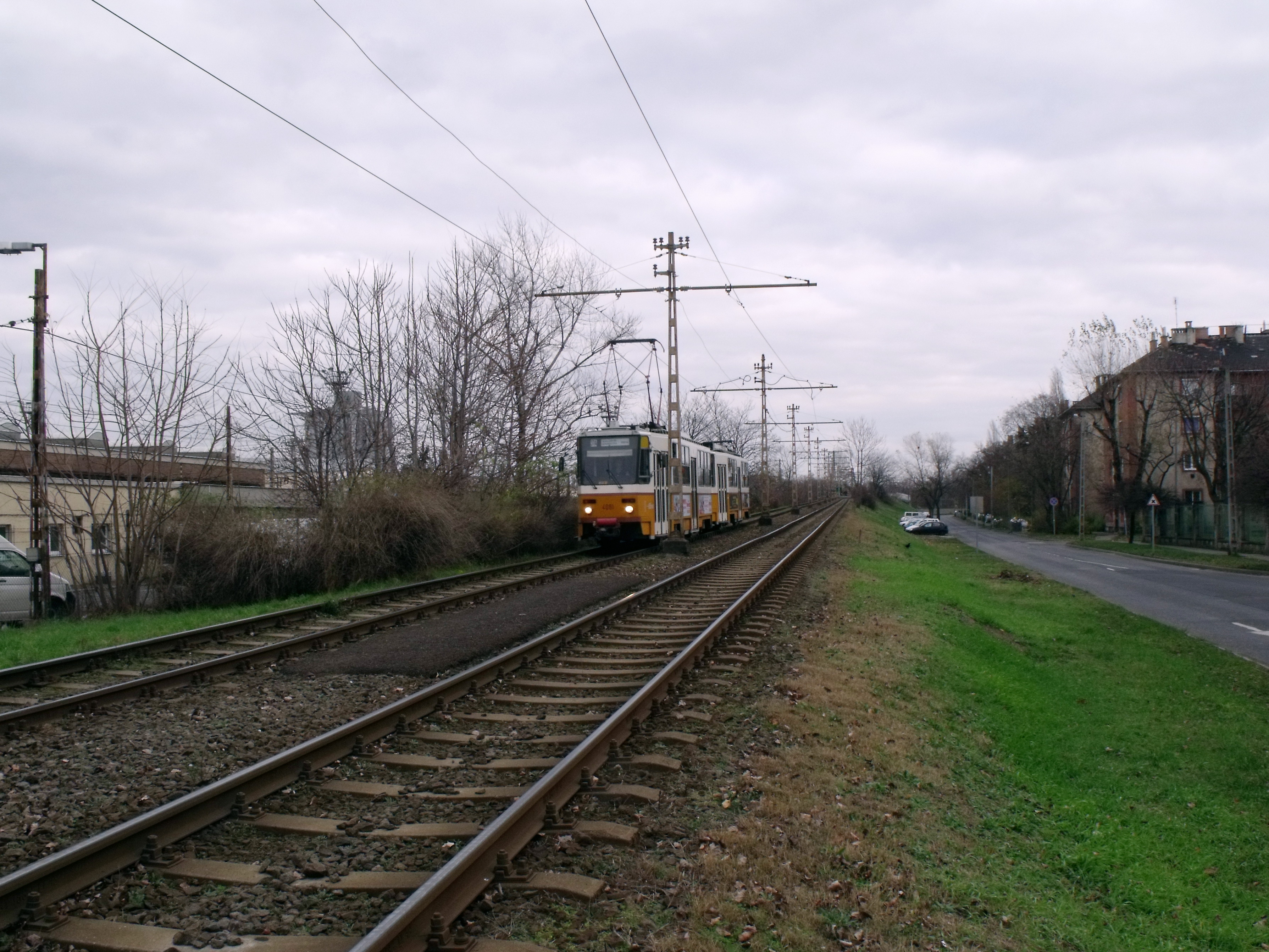
Tatra T5C5 villamos a Pongrácz úti lakótelepnél
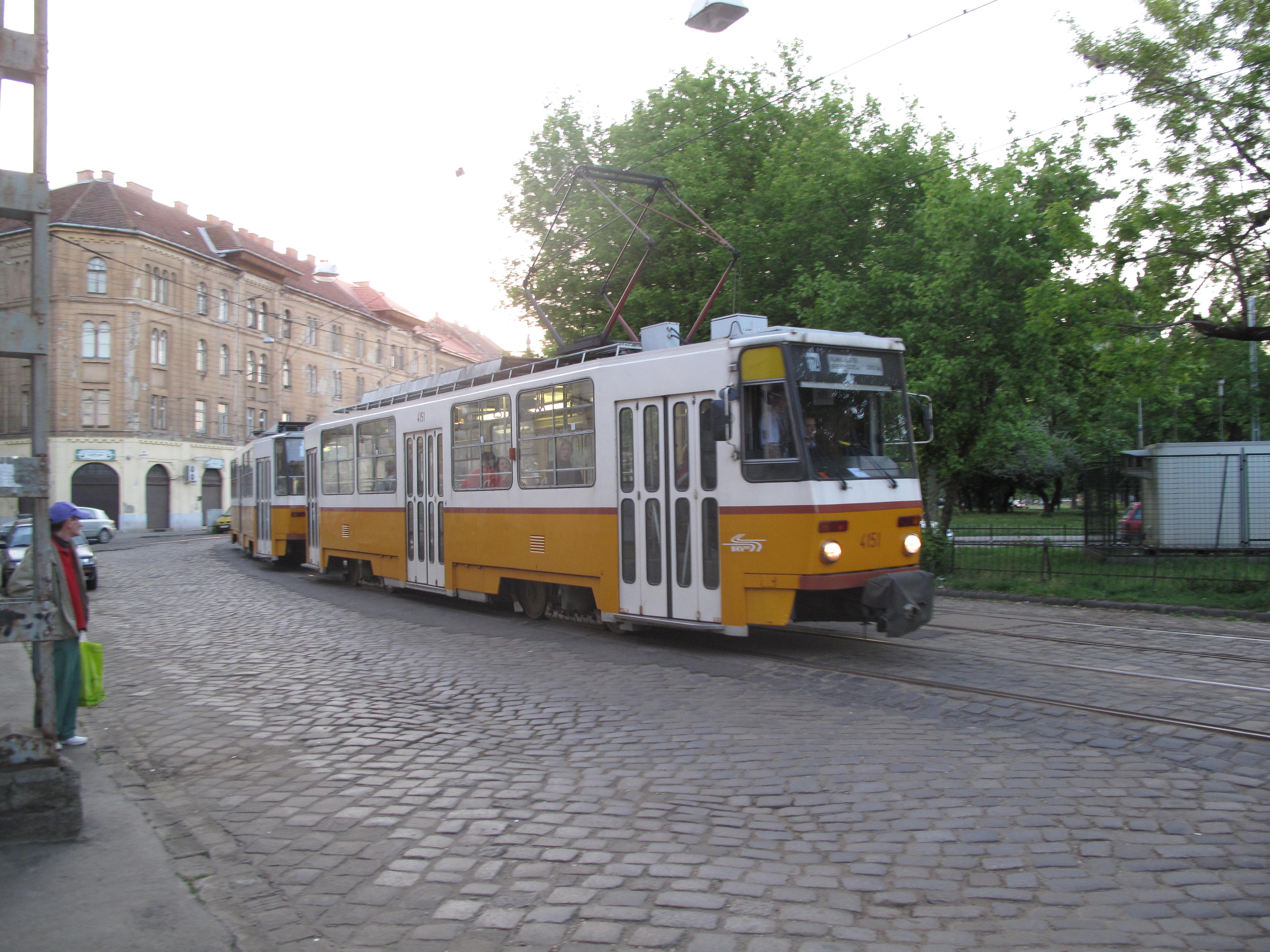
A Dobozi utcában
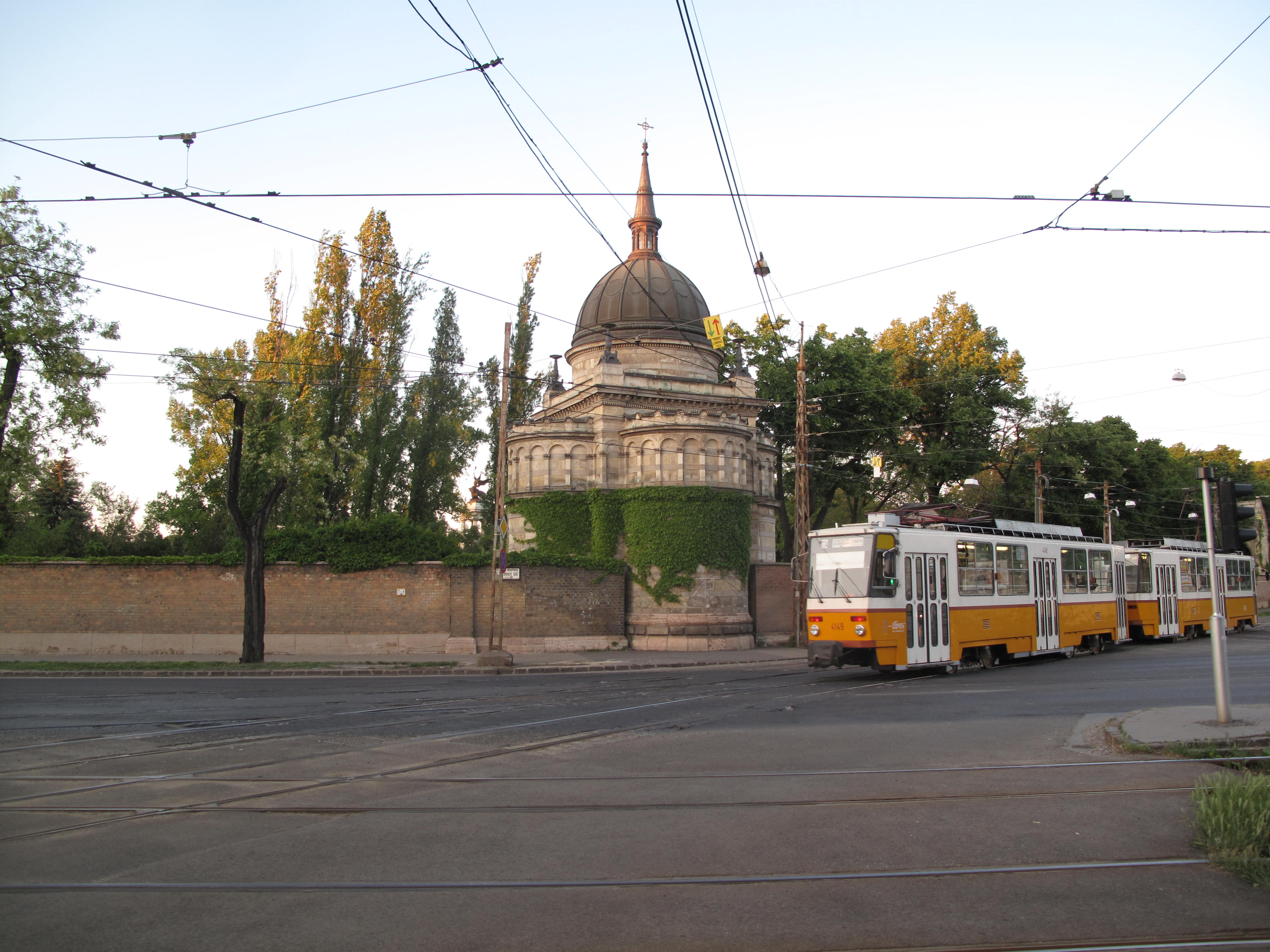
A Fiumei úton
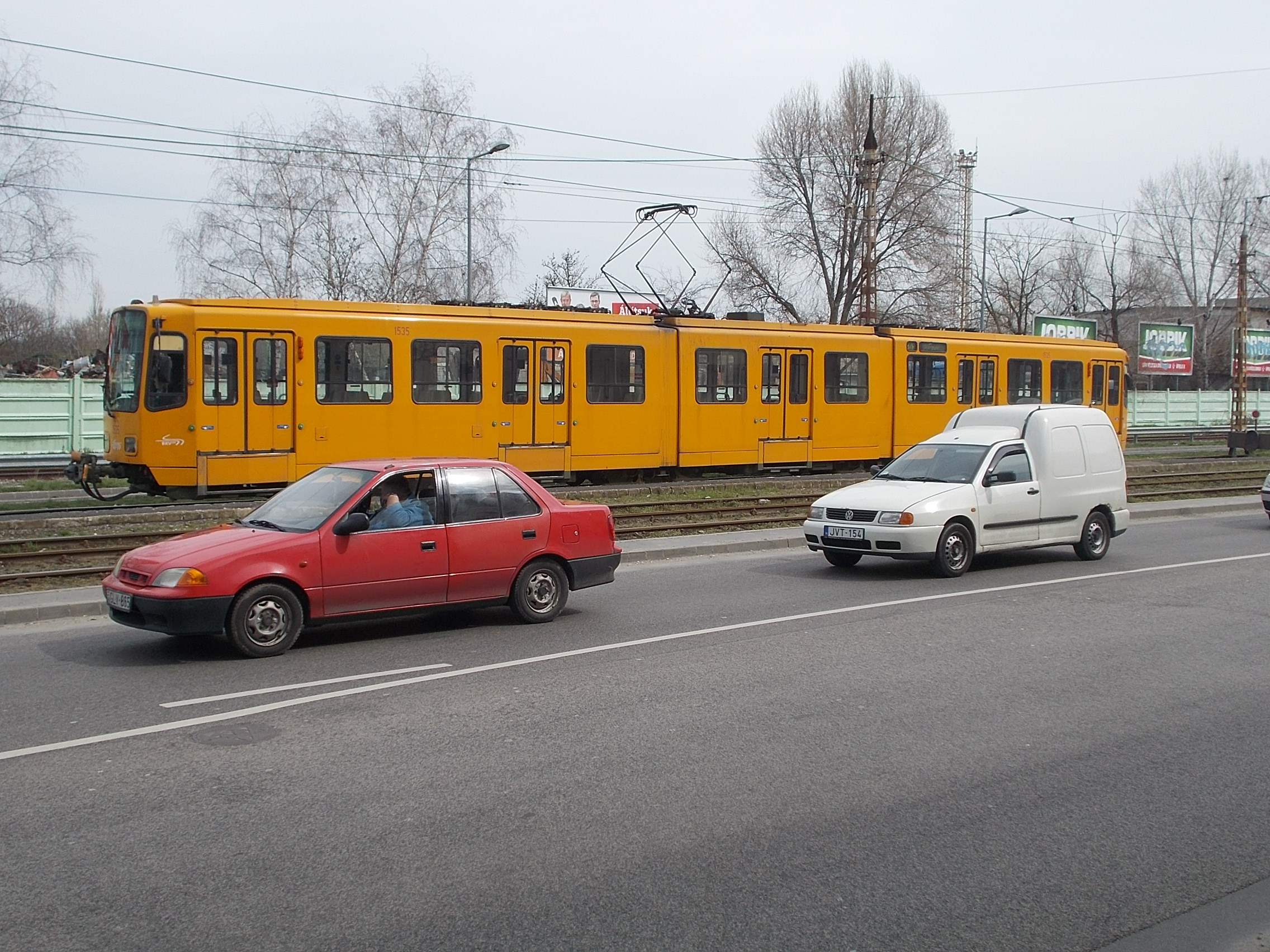
TW 6000 villamos a Sörgyárnál
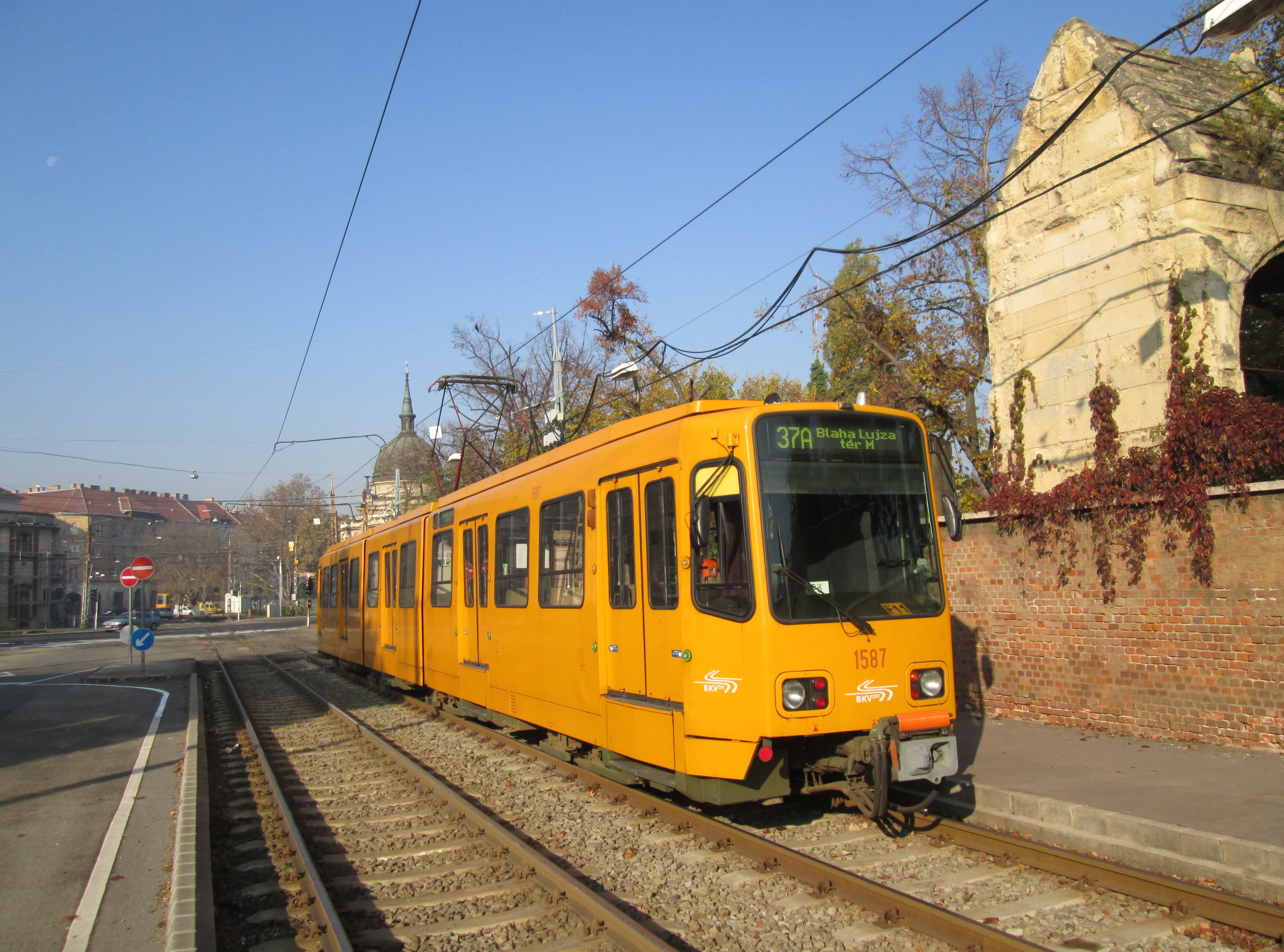
A Salgótarjáni utcában
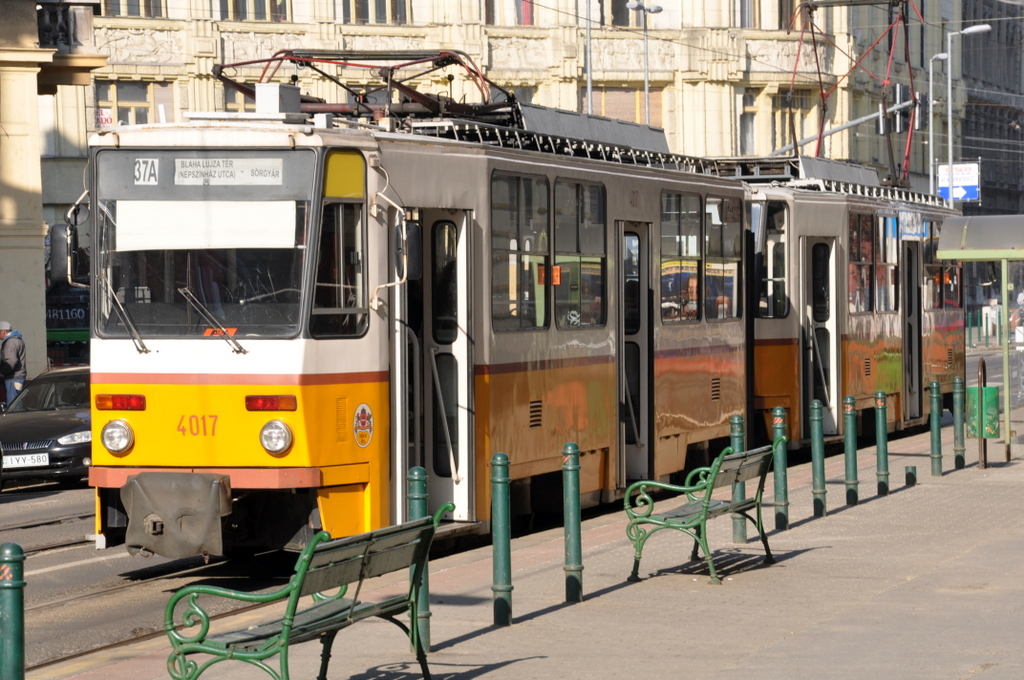
A II. János Pál pápa tér nevű megállóban, a Népszínház utca és a tér sarkán